# Delta tadzhicorum
Delta tadzhicorum är en stekelart som först beskrevs av Gussakovsky 1935.  Delta tadzhicorum ingår i släktet Delta och familjen Eumenidae. Inga underarter finns listade i Catalogue of Life.